# Vila do Porto
Vila do Porto é uma vila portuguesa na freguesia de Vila do Porto, na ilha de Santa Maria, na Região Autónoma dos Açores, sendo a mais antiga vila açoriana.
A vila é sede do pequeno município de Vila do Porto com uma superfície total de 97,18 km² com 5 552 habitantes (2011), subdividido em 5 freguesias, tendo assim uma densidade populacional de 57,39 Hab./km². O município corresponde à totalidade da ilha de Santa Maria e está, portanto, rodeado pelo oceano Atlântico, sendo o município mais próximo o da Povoação, na Ilha de São Miguel, a Norte.
A vila está implantada sobre uma lomba fronteira ao mar e entre duas ribeiras (a Grande, hoje chamada de São Francisco, e a do Sancho), estando urbanisticamente dividida em duas partes:
- abaixo da Igreja Matriz, onde se mantém o traçado primitivo das ruas de cariz medieval;
- acima da Igreja Matriz, de ocupação mais recente, ao longo de uma rua comprida e larga, terminando na altura da Igreja de Santo Antão.

## História
Frei Gonçalo Velho Cabral, fidalgo da Casa do Infante D. Henrique e Comendador da Ordem de Cristo, terá chegado à ilha em 1432. Santa Maria foi a sede da primeira Capitania das ilhas dos Açores, inicialmente abrangendo a própria Santa Maria e a de ilha de São Miguel. O seu povoamento terá se iniciado em 1439, após o desembarque das gentes na praia dos Lobos, no atual lugar dos Anjos.
O povoado do Porto terá sido fundado em 1450, por Fernão de Quental e João da Castanheira, em posição dominante numa lomba soalheira da costa Sul, frente a ampla enseada, entre duas ribeiras - a Ribeira de São Francisco, também referida como Ribeira Grande, a oeste, e a Ribeira do Sancho, a este -, que lhe asseguravam tanto a defesa quanto o abastecimento de água. Foi elevado a vila pelo primeiro foral dos Açores, cerca de 1470. Genes Corvelo trouxe os papeis referentes à Câmara Municipal e à Igreja Matriz.

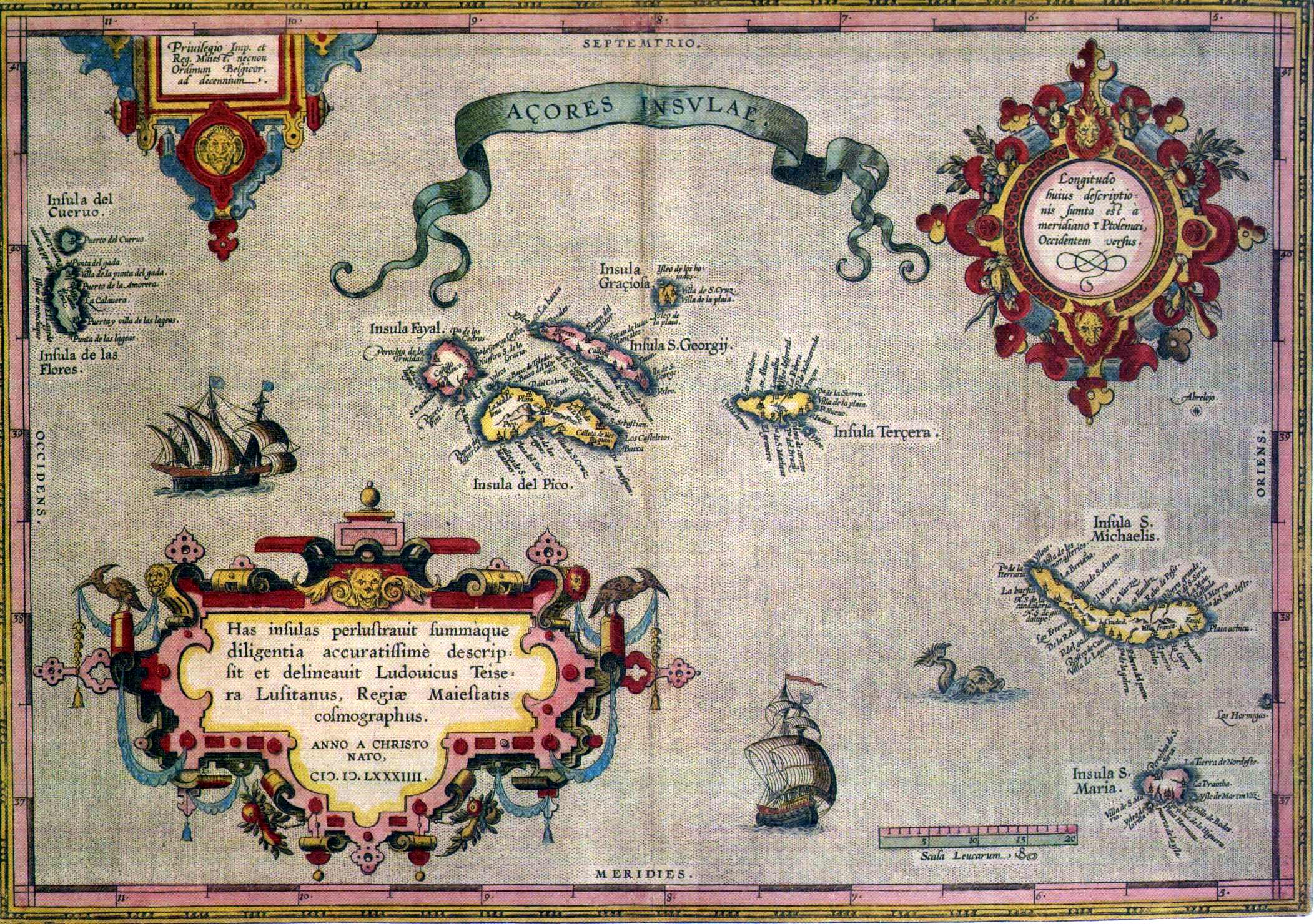
Mapa dos Açores (Luís Teixeira, c. 1584).

A povoação encontra-se indicada no "Mapa dos Açores" (Luís Teixeira, c. 1584) como "Villa de S. Maria".
Sobre o primitivo núcleo urbano e população, refere Frutuoso:
"Tem esta Vila do Porto três ruas compridas, que correm direitas a esta ermida de Nossa Senhora de Concepção e ao porto, as quais começam do adro da igreja principal. A rua do meio, muito larga e formosa e de boa casaria, faz um cotovelo, pelo qual se não vê do adro da igreja principal a ermida da Concepção, que sobre o porto está, o que foi inadvertência dos primeiros edificadores, porque, vendo dali a dita ermida, ficava a rua com muito mais frescura. As outras duas ruas não são tão povoadas por se antremeterem nelas paredes de muitas hortas e quintais e sarrados (sic), divididas estas três ruas com outras azinhagas e travessas. Acima da igreja principal, para dentro da terra, ficam algumas casas, as mais delas de palha, em um caminho a modo de rua muito larga, que vai correndo antre sarrados e acabar antes que cheguem a uma ermida de Santo Antão, que está em um alto; da qual ermida para cima, ficam terras de pão e casais de homens que moram fora da Vila espalhados, pelo que tem a Vila mais de cem fogos, e com outros fregueses da mesma Vila, que a ela vêm ouvir missa, há na sua freguesia, que é a principal da ilha, trezentos e setenta e oito fogos, e almas de confissão mais de mil e trezentas."
E ainda sobre a população e caráter dos naturais:
"É povoada esta Vila e toda a ilha de gente muito honrada, e muitos têm fidalguia por suas progénies, e outros por (a)lianças de casamentos com os Capitães e seus filhos, de que nasceram fidalgos. Todos os homens honrados, naturais da terra, quase geralmente são altos de corpo, bem dispostos e bem proporcionados, de bons e graves rostos e boas fisionomias, presumptuosos (sic) e amigos de honra, como o deve ser qualquer homem honrado, por não fazer coisa menos do que dele se espera. E todos de tão grandes espíritos, que, se saíssem da mãe para África ou lugares de fronteira, fariam sem dúvida feitos honrosos e ganhariam grande nome, mas na ilha não são dados a muito trabalho, pelo que nela não há muitas coisas boas e curiosas que pudera haver, se se deram a isso, com que foram mais ricos do que são, pois a terra de si é fértil, posto que pequena, para tão nobre e tanta gente. As mulheres, pelo conseguinte, da mesma maneira são generosas e nobres, bem postas e discretas, com uma grave formosura e virtude, que lhe acrescenta sua nobreza."

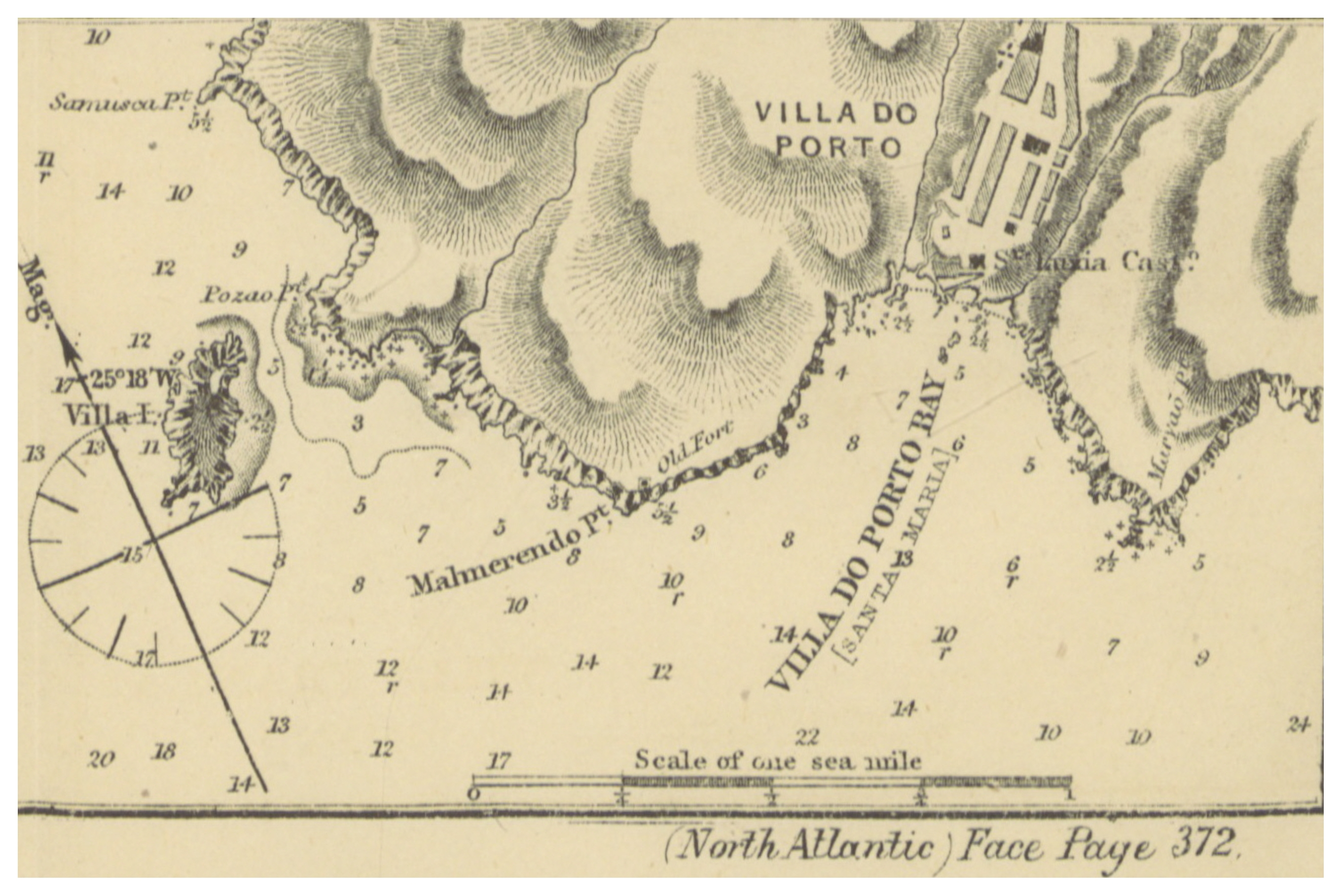
Vila do Porto (1869)

Apesar de não haver conhecido atividade sísmica desde o povoamento - causadora de catástrofes ao longo da história das demais ilhas -, Santa Maria e Vila do Porto foram sempre marcadas pelo isolamento e inacessibilidade que lhe limitavam o poder defensivo diante de ataques de corsários e piratas da Barbária. Desse modo, já em 1480, de uma nau Castelhana, desembarcaram cerca de quarenta homens, armados de arcabuzes, no porto da Vila. Foram rechaçados por um grupo de moradores, sob o comando do 2.º capitão do donatário, João Soares de Albergaria, com tiros de pedreiro, na altura do Calhau da Roupa, afirmando-se que João Soares foi capturado e levado a ferros para Castela. Mais tarde, a vila seria atacada por corsários franceses (1553 e 1576), ingleses (1589), e piratas da Barbária (1616 e 1675). Acredita-se que o desaparecimento dos documentos relativos à fundação da vila tenha ocorrido na sequência dos saques e dos incêndios causados pelo ataque  de corsários à vila em 1616.
A vila desenvolveu-se numa linha Norte-Sul, desde o Forte de São Brás até à Igreja de Santo Antão. A prosperidade dos primeiros tempos é atestada pelos seus solares e templos, nomeadamente na parte antiga da vila, assim como pela implantação de um dos primeiros hospitais de Misericórdia do Arquipélago.
Em 1901 recebeu a visita do rei D. Carlos e da rainha D. Amélia; ainda nesse mesmo ano, elegeu a primeira Câmara republicana do arquipélago.
Com a construção do Aeroporto, ao final da Segunda Guerra Mundial, a povoação e a freguesia adquiriram nova dinâmica, urbana, económica e cultural. Como exemplo, foram inaugurados o Clube Asas do Atlântico (1946), o "Cine Aeroporto" (1946, depois "Atlântida Cine") e o "Cine Mariense" (1953).
A Central Termoelétrica, a diesel, que abastece a ilha, foi inaugurada no lugar do Aeroporto em 12 de agosto de 1970 e, em termos de energias renováveis, o Parque Eólico do Figueiral, inaugurado em 1988 foi o segundo em atividade no país, e o primeiro no arquipélago.

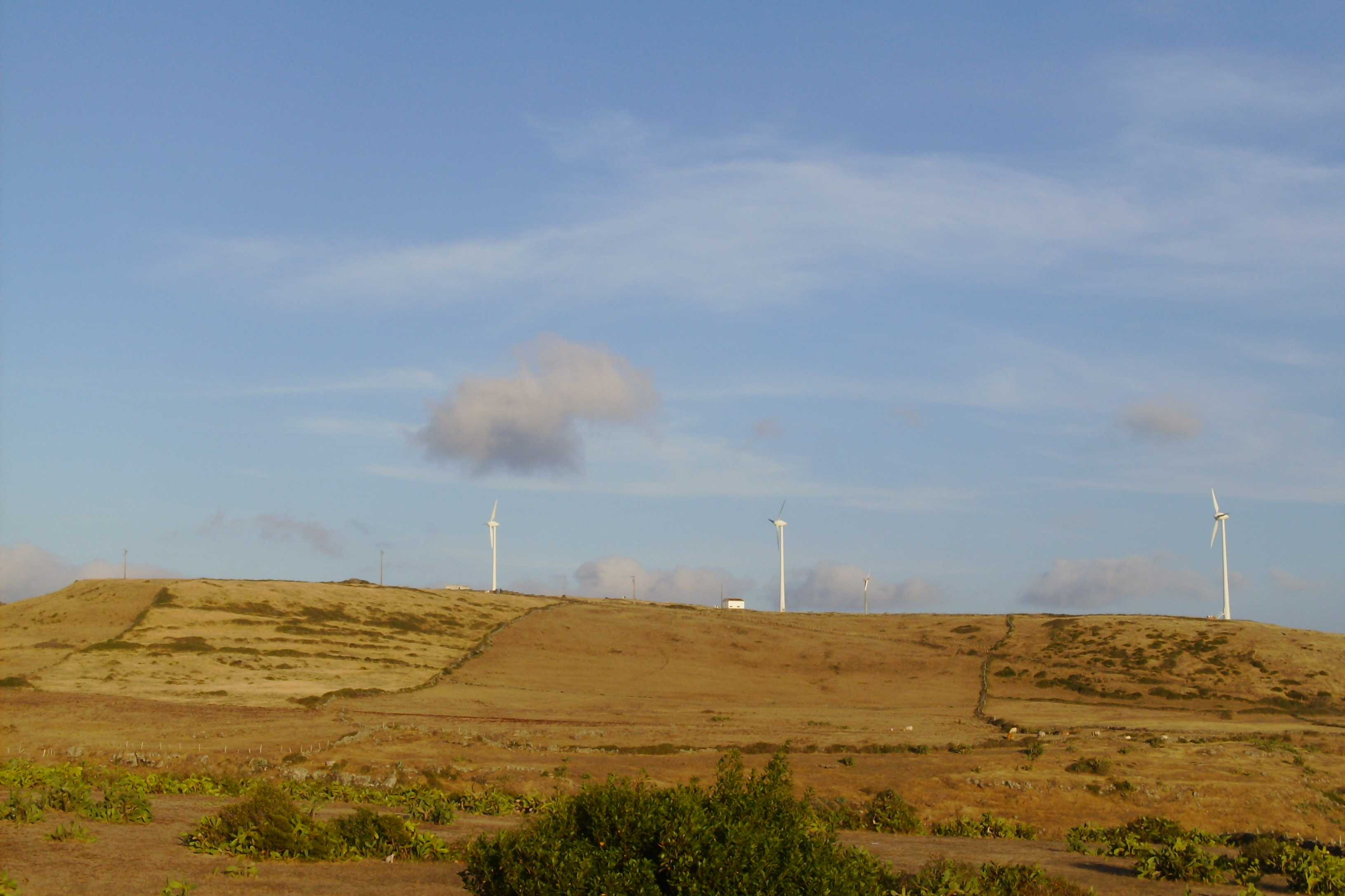
Parque Eólico do Figueiral.

Em 26 de junho de 1988 foi fundado o Clube Naval de Santa Maria.
O novo Centro de Saúde de Vila do Porto foi inaugurado em 28 de Novembro de 1995, substituindo o antigo centro, nas dependências da Santa Casa, na rua da Misericórdia, que foi requalificado como Centro de Idosos.
Em 2011 (20 de setembro) recebeu a visita oficial do presidente da República Portuguesa, Aníbal Cavaco Silva.
De passado predominantemente agrícola, atualmente a sua economia baseia-se nos setores secundário e terciário.

## População
| Número de habitantes *                | Número de habitantes * | Número de habitantes * | Número de habitantes * | Número de habitantes * | Número de habitantes * | Número de habitantes * | Número de habitantes * | Número de habitantes * | Número de habitantes * | Número de habitantes * | Número de habitantes * | Número de habitantes * | Número de habitantes * | Número de habitantes * | Número de habitantes * |
| ------------------------------------- | ---------------------- | ---------------------- | ---------------------- | ---------------------- | ---------------------- | ---------------------- | ---------------------- | ---------------------- | ---------------------- | ---------------------- | ---------------------- | ---------------------- | ---------------------- | ---------------------- | ---------------------- |
| 1864                                  | 1878                   | 1890                   | 1900                   | 1911                   | 1920                   | 1930                   | 1940                   | 1950                   | 1960                   | 1970                   | 1981                   | 1991                   | 2001                   | 2011                   | 2021                   |
| 5 863                                 | 6 582                  | 6 246                  | 6 359                  | 6 247                  | 6 457                  | 7 158                  | 8 067                  | 11 839                 | 13 233                 | 9 765                  | 6 500                  | 5 922                  | 5 578                  | 5 552                  | 5 406                  |
| Número de habitantes por Grupo Etário |                        |                        |                        |                        |                        |                        |                        |                        |                        |                        |                        |                        |                        |                        |                        |
|                                       |                        |                        | 1900                   | 1911                   | 1920                   | 1930                   | 1940                   | 1950                   | 1960                   | 1970                   | 1981                   | 1991                   | 2001                   | 2011                   | 2021                   |
| 0-14 Anos                             | 0-14 Anos              | 0-14 Anos              | 2 032                  | 2 063                  | 2 145                  | 2 415                  | 2 713                  | 3 974                  | 5 123                  | 3 395                  | S/ dados               | 1 590                  | 1 156                  | 963                    | 772                    |
| 15-24 Anos                            | 15-24 Anos             | 15-24 Anos             | 1 004                  | 956                    | 1 006                  | 1 277                  | 1 457                  | 2 093                  | 1 949                  | 1 760                  | S/ dados               | 896                    | 969                    | 763                    | 619                    |
| 25-64 Anos                            | 25-64 Anos             | 25-64 Anos             | 2 780                  | 2 582                  | 2 617                  | 2 744                  | 3 184                  | 5 080                  | 5 537                  | 4 030                  | S/ dados               | 2 774                  | 2 752                  | 3 110                  | 3 070                  |
| = ou > 65 Anos                        | = ou > 65 Anos         | = ou > 65 Anos         | 570                    | 666                    | 685                    | 606                    | 653                    | 641                    | 624                    | 580                    | S/ dados               | 662                    | 701                    | 716                    | 945                    |

(Obs.: Número de habitantes "residentes", ou seja, que tinham a residência oficial neste concelho à data em que os censos  se realizaram.)
(Obs: De 1900 a 1950 os dados referem-se à população "de facto", ou seja, que estava presente no concelho à data em que os censos se realizaram. Daí que se registem algumas diferenças relativamente à designada população residente)

## Freguesias
As freguesias do município de Vila do Porto são as seguintes:

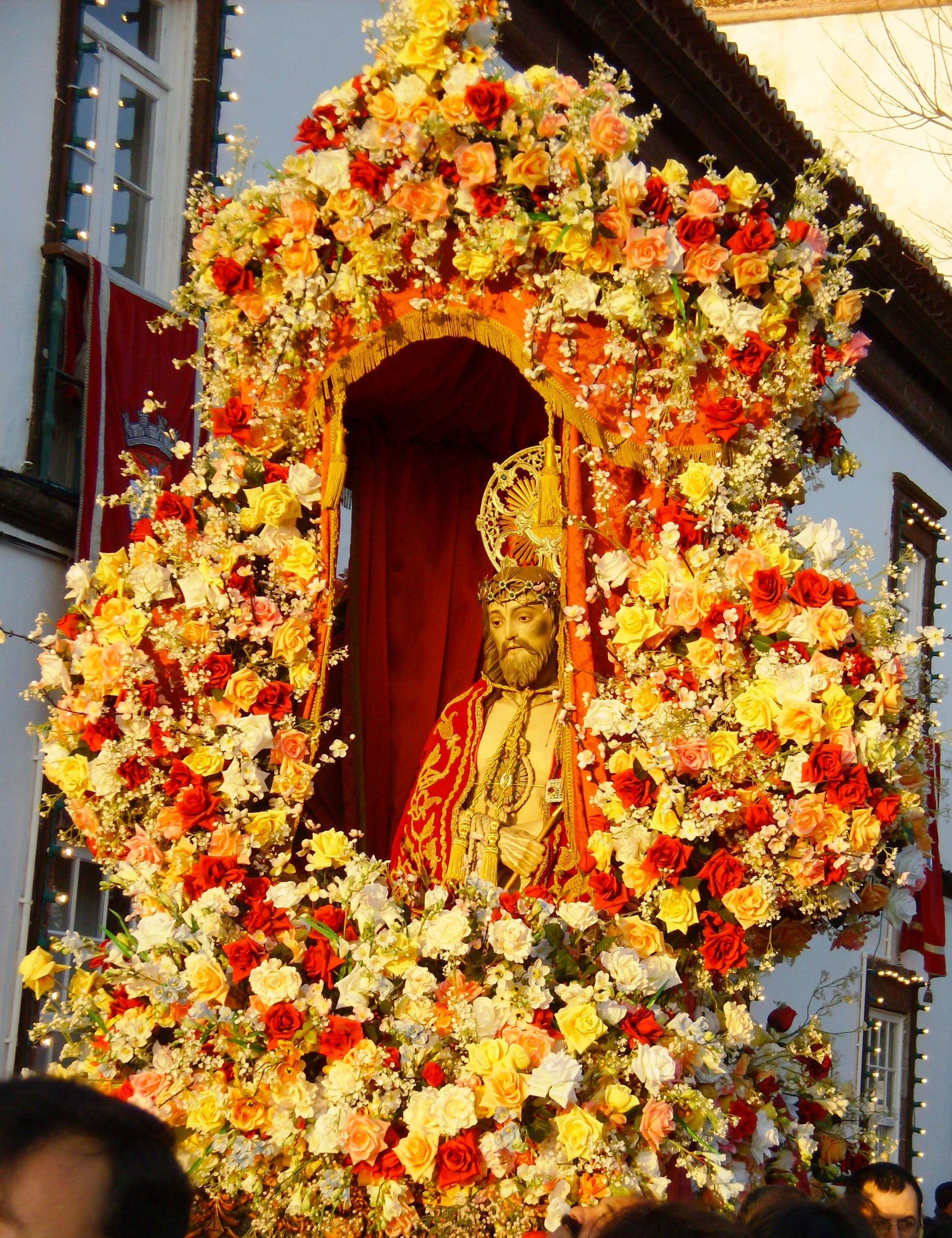
Procissão em honra do Senhor Santo Cristo (em Vila do Porto).

- Almagreira
- Santa Bárbara
- Santo Espírito
- São Pedro
- Vila do Porto

## Património
- Igreja de Santo Espírito
- Ermida de Nossa Senhora dos Anjos

## Clima
| Gráfico climático para Vila do Porto                         | Gráfico climático para Vila do Porto | Gráfico climático para Vila do Porto | Gráfico climático para Vila do Porto | Gráfico climático para Vila do Porto | Gráfico climático para Vila do Porto | Gráfico climático para Vila do Porto | Gráfico climático para Vila do Porto | Gráfico climático para Vila do Porto | Gráfico climático para Vila do Porto | Gráfico climático para Vila do Porto | Gráfico climático para Vila do Porto |
| ------------------------------------------------------------ | ------------------------------------ | ------------------------------------ | ------------------------------------ | ------------------------------------ | ------------------------------------ | ------------------------------------ | ------------------------------------ | ------------------------------------ | ------------------------------------ | ------------------------------------ | ------------------------------------ |
| J                                                            | F                                    | M                                    | A                                    | M                                    | J                                    | J                                    | A                                    | S                                    | O                                    | N                                    | D                                    |
| 100 17 12                                                    | 86 17 12                             | 79 17 12                             | 55 18 13                             | 30 20 14                             | 22 16                                | 25 24 18                             | 40 25 19                             | 57 24 19                             | 84 22 17                             | 102 19 16                            | 95 18 13                             |
| Temperaturas em °C • Precipitações em mmFonte: allmetsat.com |                                      |                                      |                                      |                                      |                                      |                                      |                                      |                                      |                                      |                                      |                                      |

| Valores climáticos para Vila do Porto (aeroporto), Açores, Portugal | Valores climáticos para Vila do Porto (aeroporto), Açores, Portugal | Valores climáticos para Vila do Porto (aeroporto), Açores, Portugal | Valores climáticos para Vila do Porto (aeroporto), Açores, Portugal | Valores climáticos para Vila do Porto (aeroporto), Açores, Portugal | Valores climáticos para Vila do Porto (aeroporto), Açores, Portugal | Valores climáticos para Vila do Porto (aeroporto), Açores, Portugal | Valores climáticos para Vila do Porto (aeroporto), Açores, Portugal | Valores climáticos para Vila do Porto (aeroporto), Açores, Portugal | Valores climáticos para Vila do Porto (aeroporto), Açores, Portugal | Valores climáticos para Vila do Porto (aeroporto), Açores, Portugal | Valores climáticos para Vila do Porto (aeroporto), Açores, Portugal | Valores climáticos para Vila do Porto (aeroporto), Açores, Portugal | Valores climáticos para Vila do Porto (aeroporto), Açores, Portugal |
| Mês                                                                 | Jan                                                                 | Fev                                                                 | Mar                                                                 | Abr                                                                 | Mai                                                                 | Jun                                                                 | Jul                                                                 | Ago                                                                 | Set                                                                 | Out                                                                 | Nov                                                                 | Dez                                                                 |                                                                     |
| ------------------------------------------------------------------- | ------------------------------------------------------------------- | ------------------------------------------------------------------- | ------------------------------------------------------------------- | ------------------------------------------------------------------- | ------------------------------------------------------------------- | ------------------------------------------------------------------- | ------------------------------------------------------------------- | ------------------------------------------------------------------- | ------------------------------------------------------------------- | ------------------------------------------------------------------- | ------------------------------------------------------------------- | ------------------------------------------------------------------- | ------------------------------------------------------------------- |
| Média da temperatura máxima °C (°F)                                 | 16.8 (62)                                                           | 16.5 (62)                                                           | 17.1 (63)                                                           | 17.9 (64)                                                           | 19.5 (67)                                                           | 21.6 (71)                                                           | 23.8 (75)                                                           | 25.1 (77)                                                           | 24.3 (76)                                                           | 21.9 (71)                                                           | 19.3 (67)                                                           | 17.7 (64)                                                           |                                                                     |
| Temperatura média diária °C (°F)                                    | 14.5 (58)                                                           | 14.0 (57)                                                           | 14.6 (58)                                                           | 15.2 (59)                                                           | 16.7 (62)                                                           | 18.8 (66)                                                           | 20.9 (70)                                                           | 22.2 (72)                                                           | 21.5 (71)                                                           | 19.3 (67)                                                           | 17.4 (63)                                                           | 15.4 (60)                                                           |                                                                     |
| Média da temperatura mínima °C (°F)                                 | 12.1 (54)                                                           | 11.5 (53)                                                           | 12.0 (54)                                                           | 12.5 (55)                                                           | 13.9 (57)                                                           | 15.9 (61)                                                           | 17.9 (64)                                                           | 19.2 (67)                                                           | 18.6 (65)                                                           | 16.7 (62)                                                           | 15.5 (60)                                                           | 13.0 (55)                                                           |                                                                     |
| Precipitação mm (polegadas)                                         | 100 (3.94)                                                          | 86 (3.39)                                                           | 79 (3.11)                                                           | 55 (2.17)                                                           | 30 (1.18)                                                           | 22 (0.87)                                                           | 25 (0.98)                                                           | 40 (1.57)                                                           | 57 (2.24)                                                           | 84 (3.31)                                                           | 102 (4.02)                                                          | 95 (3.74)                                                           |                                                                     |
| Horas de luz solar                                                  | 93.0                                                                | 101.7                                                               | 133.3                                                               | 156.0                                                               | 217.0                                                               | 198.0                                                               | 248.0                                                               | 241.8                                                               | 186.0                                                               | 148.8                                                               | 108.0                                                               | 99.2                                                                |                                                                     |
| Média dias de precipitação                                          | 12                                                                  | 11                                                                  | 10                                                                  | 7                                                                   | 5                                                                   | 4                                                                   | 4                                                                   | 6                                                                   | 8                                                                   | 10                                                                  | 11                                                                  | 12                                                                  | 100                                                                 |
| Fonte: allmetsat.com 6 de abril de 2010                             |                                                                     |                                                                     |                                                                     |                                                                     |                                                                     |                                                                     |                                                                     |                                                                     |                                                                     |                                                                     |                                                                     |                                                                     |                                                                     |

## Figuras Ilustres
- António de Sousa Braga (Santo Espírito, Vila do Porto, Ilha de Santa Maria, Açores, 15 de Março de 1941) foi o 38.º bispo de Angra

## Heráldica
A constituição heráldica das armas, selo e bandeira do Concelho de Vila do Porto foi assim definida:
- Bandeira - Gironada de branco e de vermelho com o brasão ao centro e, por baixo, um listel branco com a inscrição "Vila do Porto" de negro.
- Armas - De prata, com uma imagem de Nossa Senhora dos Anjos, com vestes brancas e manto azul realçado de ouro, coroada do mesmo: chefe cosido de vermelho com um açor de sua cor, segurando nas garras uma quina de Portugal. Coroa mural de quatro torres.
- Selo - circular, tendo ao centro as peças das armas sem indicação dos esmaltes. Em volta, dentro de círculos concêntricos, os dizeres "Câmara Municipal de Vila do Porto".

## Cidade irmã
A cidade irmã de Vila do Porto é:
- Hudson, Massachusetts, EUA[14]